# Henricus Ferdinandus Maria van Lanschot
Mr. Henricus Ferdinandus Maria van Lanschot ('s-Hertogenbosch, 28 april 1842 − aldaar, 11 december 1883) was een Nederlands burgemeester.

## Biografie
Van Lanschot was lid van de familie Van Lanschot en een zoon van bankier Augustinus Cornelis van Lanschot (1812-1874) en Maria Helena Oomen (1809-1889). Hij studeerde in 1867 af te Leiden in de rechten waarna hij zich vestigde als advocaat en procureur in zijn geboortestad, waarbij hij vanaf 1878 deken van de orde van advocaten was. Vanaf 1880 was hij burgemeester van Den Bosch, wat hij tot 1883 zou blijven. Hij was tevens voorzitter van het waterschap De Beneden Aa en bestuurslid van het waterschap Laag Hemaal. Hij trouwde in 1872 met Johanna Paulina Walburga Kraemer (1845-1894), met wie zes kinderen kreeg, onder wie mr. Frans Johan van Lanschot (1875-1949) die tussen 1917 en 1941 eveneens burgemeester van Den Bosch zou zijn.